# روبرت فرانكل (ملاكم)
روبرت فرانكل (بالإنجليزية: Robert Frankel)‏ مواليد 20 يونيو 1980 في ألباكركي، هو ملاكم محترف أمريكي يصنف ضمن فئة وزن الوسط.

## إحصائيات
خاض خلال مسيرته 57 نزالا، فاز في 36 وتعادل في 1 وخسر في 20. فاز بالضربة القاضية في 8 نزالات.

## روابط خارجية
- روبرت فرانكل على موقع بوكس ريك (الإنجليزية) (registration required)